# Hoquet David
Pour les articles homonymes, voir Hoquet (homonymie).
Hoquet David (ou Hoquetus David) est une composition à trois voix de Guillaume de Machaut.
Selon A. Gastoué, Guillaume de Machaut rend à travers cette œuvre hommage à Pérotin et son organum Viderunt dont le mélisme de l'alleluia se terminait par David, mais pour Hoppin il s'apparente plus aux motets instrumentaux du codex Bamberg qu'aux clausulae de Pérotin.
C'est une œuvre inhabituelle dans la musique de Machaut, qui reprend la forme d'un motet triple isorythmique sans texte. Les trois voix sont désignées par David tenor, David hoquetus, et David triplum. On ne sait pas dans quelle intention Machaut a composé cette musique, dans un manuscrit elle fait suite à la Messe de Notre Dame, dans les trois autres manuscrits le Hoquet se trouve en fin du recueil. Selon Richard Hoppin il est douteux que cette œuvre ait eu une fonction liturgique. Plusieurs interprétations musicales en donnent des versions instrumentales, comme celle du Early music consort.